# حزب اتحاد دموکراتیک (سوریه)
حزب اتحاد دموکراتیک کردستان سوریه یا پ. ی. د (به کردی: PYD,Partiya Yekîtiya Demokrat)(به عربی: حزب الاتحاد الديمقراطي، Ḥizb Al-Ittiḥad Al-Dimuqraṭiy)، حزبی سیاسی در سوریه است که در ۲۰ سپتامبر ۲۰۰۳ توسط چپگرایان کُرد در کردستان سوریه در شمال این کشور تأسیس شد. این حزب همسویی ایدئولوژیک با حزب کارگران کردستان دارد. پ.ی. د اذعان می‌کند که دو حزب رابطه نزدیک ایدئولوژیک با یکدیگر دارند. با این حال پ ک ک دخالت در اداره امور کردستان سوریه را رد می‌کند. این حزب در سوریه ثبت رسمی نشده‌است؛ زیرا قانون اساسی سوریه قبل از سال ۲۰۱۲ بدون اجازه به احزاب سیاسی، اجازه تشکیل آن را نمی‌داد.
حزب اتحاد دموکراتیک در ۲۰ سپتامبر ۲۰۲۲ در بیانیه‌ای به مناسبت ۱۹مین سالگرد تأسیس خود تنها راه‌حل بحران سوریه را راه حل مبتنی بر اصول دموکراتیک دانست و اعلام کرد که این حزب با اتخاذ راهبرد خط سوم در سیاست سوریه، به اجرای سیاستی مبتنی بر اصول دموکراتیک می‌پردازد و احقاق حقوق مردم و حفظ ساختار کلی سوریه را دنبال می‌کند.

## رهبران حزب
- صالح مسلم و آسیه عبدالله
- شاهوز حسن و عایشه حسو[۵]
- انور مسلم و عایشه حسو (از ۲۵ فوریهٔ ۲۰۲۰)[۶]
- صالح مسلم و آسیه عبدالله (از ۱۹ ژوئن ۲۰۲۲)[۷]

## وضعیت کنونی حزب در سوریه
با آغاز بحران سوریه و شروع درگیری‌ها بین نیروهای بشار اسد و نیروهای اپوزیسیون سوریه، ارتش بشار اسد از بیشتر مناطق شمالی سوریه (کردستان سوریه) عقب‌نشینی کرد. پس از عقب‌نشینی نیروهای بشار اسد، نیروهای حزب اتحاد دموکراتیک کردستان در اکثر این مناطق مستقر شدند و کنترل اکثر این مناطق را بدست گرفتند.

## درگیری با نیروهای اپوزیسیون و ارتش
این حزب هر گونه همکاری با طرفین درگیر در جنگ داخلی سوریه را رد کرده و اعلام داشته: هدف این حزب، دفاع از خلق کرد در سوریه و احقاق حقوق ملت کرد و همچنین اعلام خودمختاری این منطقه است. تا کنون درگیری‌های گوناگون و سنگینی بین نیروهای این حزب و نیروهای اپوزیسیون سوریه از جمله جبهه النصره و داعش روی داده که در اکثر این درگیری‌ها، این حزب موفق عمل کرده و از هیچ‌کدام از مواضع خود عقب‌نشینی نکرده‌است. همچنین چندین درگیری پراکنده بین این حزب و ارتش بشار اسد صورت گرفته که البته چندان سنگین نبوده‌است.

## تصرف شهر سریکانی
این حزب در طی یک عملیات و درگیری بسیار سنگین بین نیروهای حزب و نیروهای اپوزیسیون توانست نیروهای اپوزیسیون را از شهر سریکانی بیرون رانده و اولین جرقه‌های خودمدیریتی دموکراتیک شمال و شرق سوریه را ایجاد نماید.

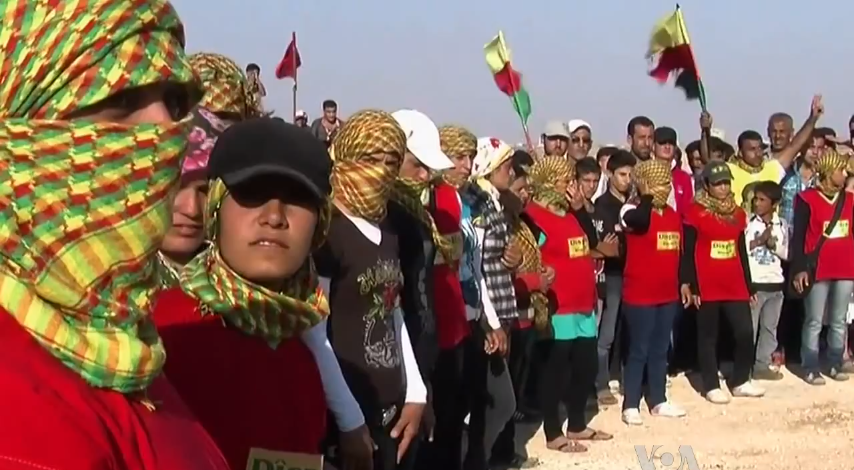
هواداران پ.ی.د. در مراسم ترحیم یکی از کشته‌های جنگ ترکیه با کردها